# Малашенко Євген Іванович
Євген Іванович Малашенко (20 березня 1924 — 3 липня 2017) — радянський військовий діяч українського походження (заступник начальника штабу Об'єднаних Збройних сил держав — учасниць Варшавського договору), генерал-лейтенант, професор, член-кореспондент Академії військових наук.

## Життєпис
Народився 20 березня 1924 року в Ніжині, закінчив місцеву школу №1. У червні 1941 р вступив до Першого Тамбовського піхотного училища.
З листопада 1941 по травень 1945 р на фронті: помічник командира взводу, командир взводу і розвідроти, начальник розвідки полку, морської стрілецької бригади, стрілецької та повітряно-десантної дивізії.
Закінчив Військову академію ім. Фрунзе (1948, розвідувальний факультет, диплом з відзнакою) і Академію генерального штабу (1958).
Служив в розвідці 38-ї армії (Прикарпатський військовий округ), Центральної групи військ. Брав участь в придушенні Угорського повстання 1956 року (очолював оперативну групу штабу Особливого корпусу).
З 1958 року проходив службу в Групі радянських військ у Німеччині. Наступні посади — начальник розвідки штабу Північно-Кавказького військового округу, перший заступник начальника штабу ПрикВО, старший військовий радник в Єгипті (1967), начальник штабу Прикарпатського військового округу, заступник начальника штабу Об'єднаних Збройних Сил держав — учасниць Варшавського договору.
1984 року звільнився в званні генерал-лейтенанта. Працював консультантом в Центрі оперативно-стратегічних досліджень генштабу ЗС СРСР.

## Громадська та наукова діяльність
Кандидат історичних наук, професор, член-кореспондент Академії військових наук.

## Книги
- «Згадуючи службу в армії» (Вспоминая службу в армии, М. РІЦ 2003 р. 384 с) [3]

## Нагороди
- орден «За заслуги» III ступеня[4]
- 2010 — почесний громадянин Ніжина [5]

## Сім'я
Син — російський політолог і медіа-менеджер Ігор Малашенко (1954—2019).